# Emmerich-Altstadt
Emmerich-Altstadt is het centrum en stadsdeel van de Duitse gemeente Emmerik in de deelstaat Noordrijn-Westfalen. Het stadsdeel telt tezamen met de stadsdelen Leegmeer en Speelberg ruim 18.000 inwoners.
In het stadsdeel liggen de voornaamste winkelcentra van Emmerik, de Rijnkade (Rheinpromenade) met diverse horecagelegenheden en bijbehorende terrassen, alsmede het stadspark Gisbert-Lensing-Park en het Rheinpark. Het grootste deel van de Rheinpromenade is sinds 2007 autovrij.

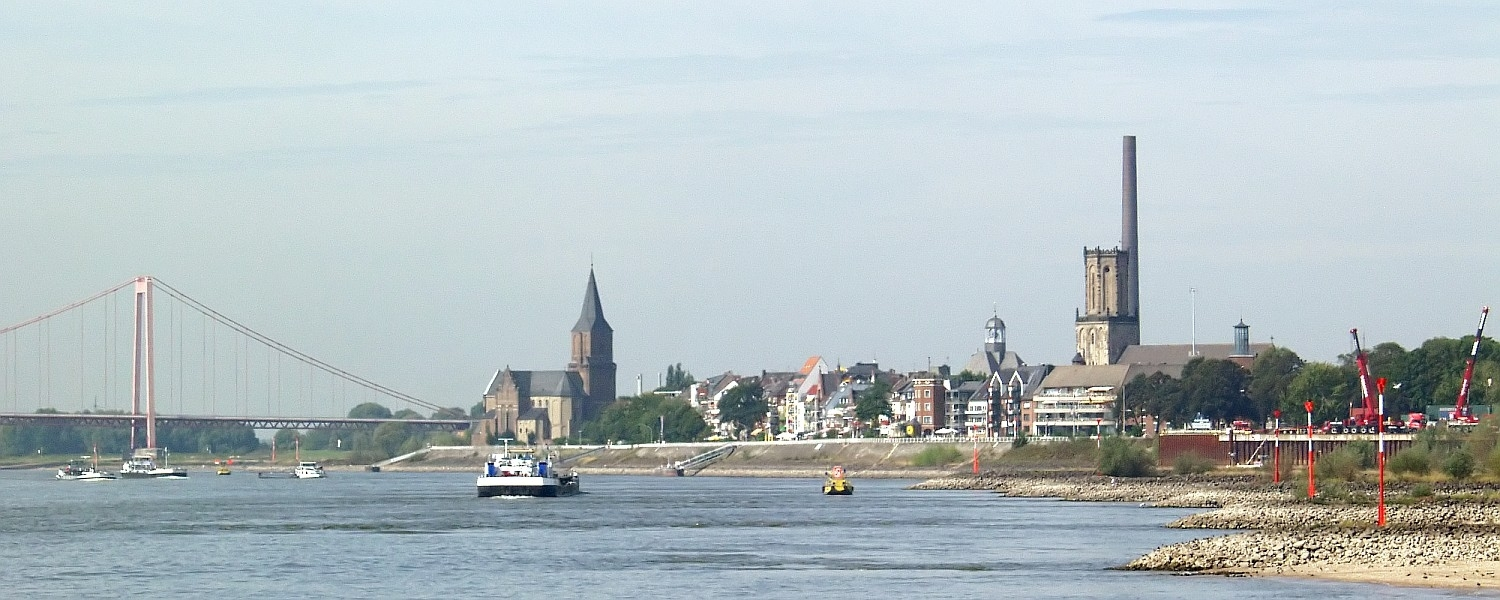
Panorama: de skyline van Emmerich-Altstadt vanuit het oosten

Stadsdelen en kerkdorpen: Altstadt · Borghees · Dornick · Elten · Hüthum · Klein-Netterden · Leegmeer · Praest · Speelberg · Vrasselt

Buurtschappen: Elsepaß · Hoch-Elten